# Thelycera
Thelycera là một chi bướm đêm thuộc họ Geometridae.